# Passkontrolleinheit
Die Passkontrolleinheiten (PKE) waren Teil des Ministeriums für Staatssicherheit (MfS) der DDR und unterstanden der Hauptabteilung VI. Sie überwachten den gesamten grenzüberschreitenden Verkehr an den Grenzübergangsstellen (GÜST) der DDR. Die Einheiten wurden nach dem Mauerbau ab 1962 schrittweise aufgestellt. Sie übernahmen die bisher von der Zollverwaltung der DDR durchgeführte Passkontrolle und Fahndung. Diese Mitarbeiter trugen im Dienst nicht die Uniformen des MfS, sondern die der Grenztruppen der DDR (GT).

## Geschichte
Nach dem Mauerbau und der Einrichtung von Grenzübergangsstellen (GÜST) wurde die Pass- und Zollkontrolle ab 1962 schrittweise neu strukturiert. Der Hauptabteilung Passkontrolle und Fahndung (HPF) des Ministeriums für Staatssicherheit (MfS) waren unterstellt: die Berliner Grenzübergangsstellen, zudem die am Flughafen Berlin-Schönefeld und der Grenzübergang Rudower Chaussee. In Bezirken der DDR mit Grenzübergangsstellen waren die Stasi-Bezirksverwaltungen für diesen Bereich verantwortlich. Alle wichtigen Befehle erteilte jedoch die Berliner Hauptabteilung. Im Jahr 1970 erfolgte eine Umbenennung in Hauptabteilung VI (HA VI) unter gleichzeitiger Strukturänderung durch Einbeziehung der Arbeitsbereiche Sicherung des Reiseverkehrs und Zollabwehr. Die bisherigen Abteilungen Passkontrolle und Fahndung (APF) erhielten nun den Namen Abteilung 6.

## Auftrag

### DDR-Straßengrenzübergänge
Die grundsätzliche Aufgabe der Passkontrolleinheit lag in der Kontrolle und Überwachung des gesamten grenzüberschreitenden Verkehrs (Transitverkehr/Grenznaher Verkehr) an allen Grenzübergängen der DDR einschließlich der Grenzübergangsstellen nach Berlin (West). Es war zu sichern, dass die Staatsgrenze nur von Personen passiert wurde, die im Besitz der dafür erforderlichen Ein- bzw. Ausreisedokumente waren.
Die Zollkontrollen erfolgten durch Mitarbeiter der Zollverwaltung der DDR.

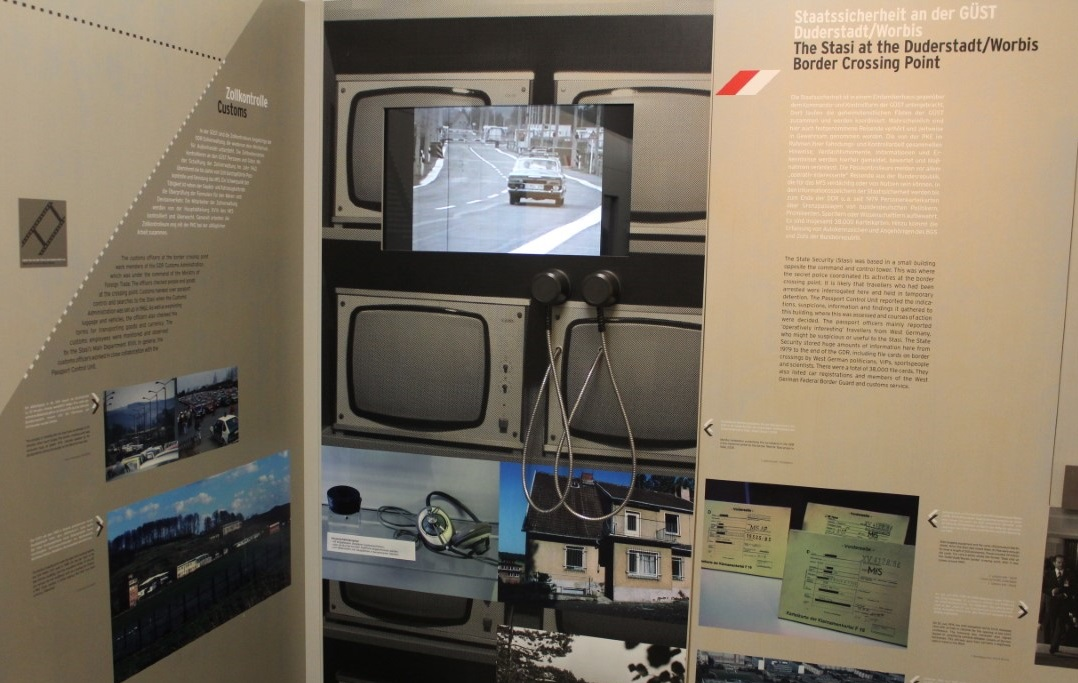
Ausstellung des Grenzlandmuseums Eichsfeld

### DDR-Flughäfen
Hier war zunächst der Mitarbeiter-Zugang zum nichtöffentlichen Teil des Geländes abzusichern und die Passkontrolle im Flughafengebäude durchzuführen. Die Kontrolle der Ein- und Ausreise aller Fluggäste sowie aller Personenbewegungen auf dem Gelände des Flughafens oblag damit der Staatssicherheit.
Jede Bewegung eines Flugzeuges auf DDR-Flughäfen mit Ziel von oder nach einem sogenannten NSW-Land (hierzu zählte auch die RGW-assoziierte Sozialistische Föderative Republik Jugoslawien) wurde vom Öffnen bis zum Schließen der Türen begleitet. Der zuständige Mitarbeiter der Passkontrolleinheit kam mit seinem Polizeifahrzeug in Uniform der Grenztruppen der DDR an die Maschine gefahren und überwachte alle Vorgänge wie Aussteigen, Reinigung, Beladung und Einsteigen der Passagiere.

#### Sondertransfer von Schönefeld nach West-Berlin
Vom Flughafen Berlin-Schönefeld gab es ab 1985 einen Direkt-Verkehr aus dem neu-eingerichteten Transitbereich (heute Terminal B) mit Bussen nach West-Berlin zum Funkturm, nachts nur bis zum Grenzübergang Waltersdorfer Chaussee/Rudower Chaussee. Die Mitarbeiter der Passkontrolleinheit begleiteten diese Busse vom Flughafen bis in den Grenzübergang hinein, rund einen Kilometer vom Flughafen entfernt.

#### Besonderheiten der Passkontrolleinheit Flughafen-Schönefeld
In jedem Zug der Passkontrolleinheit in Schönefeld waren acht bis zehn Mann besonders in Techniken der Terrorismusbekämpfung ausgebildet (Geiselbefreiung, Häuserkampf, Präzisionsschießen sowie Kampftauchen), um im Falle einer terroristischen Bedrohung Sofortmaßnahmen einleiten zu können, bis die zuständigen Kräfte des Ministeriums für Staatssicherheit, der Hauptabteilung XXII, am Ort des Geschehens eintrafen (eine entsprechende Diensteinheit der HA XXII war ständig in Schönefeld stationiert).
Da der Flughafen Schönefeld auch eine Drehscheibe für etliche nachrichtendienstliche Operationen, Transfers von Kurieren und sonst operativ relevante Personen war, stellten die dort eingesetzten Mitarbeiter nicht nur wegen der Antiterrorzusatzausbildung Einzelner die Elite der Passkontrolleinheiten der HA VI dar, sondern auch, weil sie regelmäßig über Schleusungen und Transfers von operativ für das sowjetische KGB tätigen Personen informiert wurden. Dies geschah in der Regel mit Nennung der legendierten Identität vorab oder aber mit einer vereinbarten Transfernummer, die der Reisende dem Mitarbeiter der Passkontrolleinheit nannte, so dass dieser noch nicht einmal die benutzte Identität des Reisenden (Agent, Kurier oder Zielperson) erfuhr, da jener keine Papiere zeigen musste.

### Transitzüge
Die Reisezugwagen der Züge zwischen West-Berlin und dem Bundesgebiet wurden stets im Bahnbetriebswagenwerk Berlin-Rummelsburg (Ost-Berlin) bereitgestellt. Hier fand eine erste „Transportmittel-Innenkontrolle“ durch die Mitarbeiter der DDR-Transportpolizei (Trapo) statt. Diese begleiteten den Zug dann in der Regel bis zum Bahnhof Berlin-Ostbahnhof. Die Transportpolizei verließ den Zug, die Angehörigen der Passkontrolleinheit des MfS stiegen ein und fuhren bis zum Bahnhof Berlin-Friedrichstraße mit. Spätestens dort wurde eine weitere Zugkontrolle durchgeführt, dann verließen die MfS-Mitarbeiter den Zug und die zoll- und passtechnisch aus der DDR ausgereisten Reisenden konnten einsteigen. Der Zug fuhr dann nach West-Berlin ein und gelangte über die Bahnhöfe Griebnitzsee oder Staaken wieder auf DDR-Gebiet. Hier stiegen die Mitarbeiter einer weiteren Passkontrolleinheit zu und führten im fahrenden Zug eine erneute, einmalige Passkontrolle durch. Die Reisezüge wurden von einer Kontrollgruppe der Transportpolizei begleitet, welche die Sicherheit des Zuges und der Reisenden zu garantieren hatte und mittels Funk die Verbindung zu ihrer Dienststelle aufrechterhielt. Bei einem Halt an der deutsch-deutschen Grenze verließen die Mitarbeiter der Staatssicherheit und der Transportpolizei den Zug.
Daneben gab es Passkontrolle des Personals der Güterzüge sowie des Transitverkehrs zwischen der Bundesrepublik Deutschland und Berlin (West) für Binnenschiffe.

## Kritik

### Ex-Mitarbeiter heute
Der Einigungsvertrag von 1990 sah unter „A III Anlage I Kapitel XIX“ vor, dass ehemalige Mitarbeiter des Ministeriums für Staatssicherheit bei Unzumutbarkeit aufgrund ihrer Tätigkeit in der DDR aus dem öffentlichen Dienst ausscheiden müssen. Dennoch stellte das ARD-Magazin Kontraste in seiner Sendung vom 2. Juli 1991 fest, dass mehr als eintausend ehemalige Angehörige des Ministeriums für Staatssicherheit vom Bundesgrenzschutz übernommen wurden. Hansjörg Geiger, damaliger Direktor beim Sonderbeauftragten für Stasi-Akten (→ Hauptartikel: BStU), bestätigte, dass Prüfungen auf Menschenrechtsverstöße konkreter Personen aufgrund nicht vorhandener Unterlagen gar nicht möglich seien. Auch der Untersuchungsausschuss, hier in der Kontraste-Sendung vertreten durch Karin Litzba vom Kreis Oelsnitz im Vogtland, erklärte, dass die entscheidenden Unterlagen rechtzeitig aus den Personalakten der Mitarbeiter der Passkontrolleinheit des genannten Landkreises entfernt wurden.
Der Journalist Roland Jahn stellte dazu gegenüber dem Parlamentarischen Staatssekretär im Ministerium des Inneren, Eduard Lintner, fest, dass die Sicherheit der Bundesrepublik heute im Ostteil vielfach von ehemaligen Mitgliedern des Ministeriums für Staatssicherheit sichergestellt würde.

### Verhaftungsvorgaben
Ex-Stasi-Major Dieter Dostmann gab in der Kontraste-Sendung 1991 an, dass es an seiner Grenzübergangsstelle im Rahmen eines Wettbewerbes tägliche, freiwillige Soll-Vorgaben für die Anzahl von Verhaftungen von Reisenden gegeben habe, die erfüllt wurden.